# Fernando Aramburu
Fernando Aramburu Irigoyen (San Sebastián, 4 de enero de 1959) es un escritor de ficción, traductor y profesor español. Su novela Patria (2016), que retomó la temática del terrorismo etarra abordada en Los peces de la amargura, le supuso un éxito de crítica y público y los premios de la Crítica, Nacional de Literatura y Francisco Umbral al Libro del Año.

## Biografía
En 1983 se licenció en Filología Hispánica en la Universidad de Zaragoza. Antes había participado en San Sebastián, su ciudad natal, en la fundación del Grupo CLOC de Arte y Desarte, que entre 1978 y 1981 editó una revista e intervino en la vida cultural del País Vasco, Navarra y Madrid con propuestas de índole surrealista y acciones de todo tipo caracterizadas por una mezcla particular de poesía, contracultura y sentido del humor.
Desde 1985 reside en la República Federal de Alemania, donde ha impartido clases de lengua española a descendientes de emigrantes. En 1996, publicó la novela Fuegos con limón, basada en sus experiencias juveniles con el Grupo CLOC. En 2006, enfocó los estragos causados por la banda terrorista ETA en su libro de relatos Los peces de la amargura.

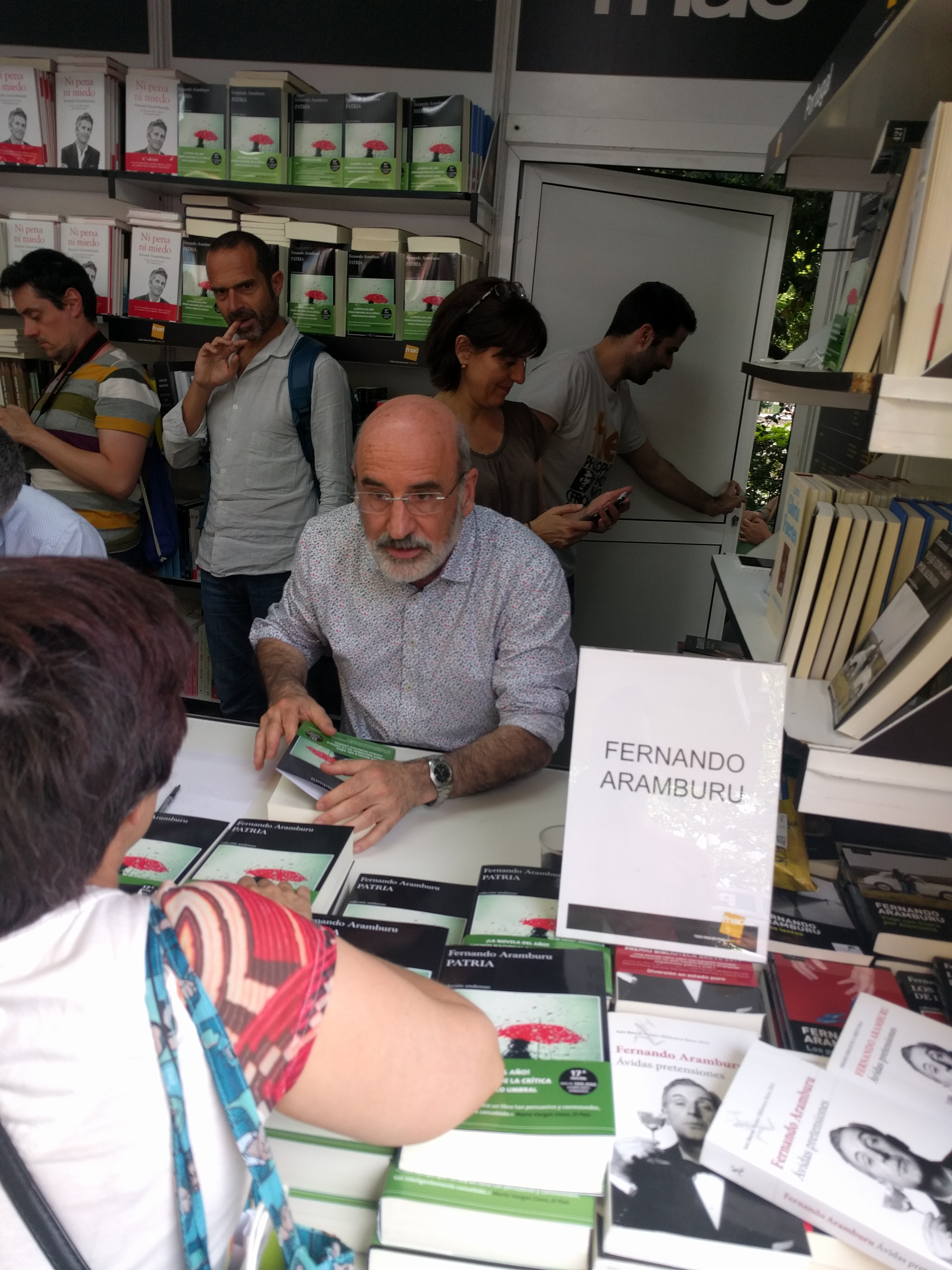
Fernando Aramburu firmando ejemplares de Patria en la Feria del libro de Madrid de 2017.

A lo largo de los años, también ha cultivado el género del aforismo en distintos medios de comunicación.
En 2009 abandonó la docencia para dedicarse exclusivamente a la creación literaria. Sus libros han sido traducidos a más de treinta idiomas y colabora con frecuencia en la prensa española. En el año 2020, publicó una selección de sus artículos de prensa con el título de Utilidad de las desgracias y otros textos. Hasta noviembre de 2024 publicó una columna semanal en la contraportada del diario español El País.
Silvia Lemus, viuda de Carlos Fuentes, en compañía del presidente de la Feria Internacional del Libro de Guadalajara de 2024, José Trinidad Padilla López, entregó la Medalla Carlos Fuentes a los escritores españoles Fernando Aramburu y Rosa Montero, quienes fueron los encargados de abrir el Salón Literario Carlos Fuentes de la FIL de dicho año, con España como País Invitado de Honor.

## Obras
Novela
- 1996 Fuegos con limón (Andanzas 279, Tusquets Editores, Barcelona)
- 2000 Los ojos vacíos: Trilogía de Antíbula 1 (Andanzas 421, Tusquets, Barcelona)
- 2003 El trompetista del Utopía (Andanzas 501, Tusquets, Barcelona)
- 2004 Vida de un piojo llamado Matías, novela infantil (Andanzas 558, Tusquets, Barcelona)
- 2005 Bami sin sombra: Trilogía de Antíbula 2 (Andanzas 574, Tusquets, Barcelona)
- 2010 Viaje con Clara por Alemania (Andanzas 714, Tusquets, Barcelona)
- 2012 Años lentos: Gentes vascas 2 (Andanzas 775, Tusquets, Barcelona)
- 2013 La gran Marivián: Trilogía de Antíbula 3 (Andanzas 805, Tusquets, Barcelona)
- 2014 Ávidas pretensiones (Biblioteca breve, Seix Barral, Barcelona)[6]
- 2016 Patria (Andanzas 888, Tusquets, Barcelona)
- 2021 Los vencejos (Andanzas 995, Tusquets, Barcelona)[7]
- 2023 Hijos de la fábula: Gentes vascas 3 (Andanzas 1031, Tusquets, Barcelona)[8]
- 2024 El niño: Gentes vascas 4 (Andanzas 1064, Tusquets, Barcelona)

Libros de cuentos
- 1997 No ser no duele (Andanzas 316, Tusquets, Barcelona)
- 1998 El ladrón de ladrillos, cuento infantil (El barco de vapor Serie blanca 71, SM, Madrid)
- 2002 El artista y su cadáver, miscelánea y microrrelatos (Marginales 202, Tusquets, Barcelona)
- 2003 Mariluz y los niños voladores, cuento infantil (El barco de vapor Serie blanca 103, SM, Madrid)
- 2006 Los peces de la amargura: Gentes vascas 1 (Andanzas 612, Tusquets, Barcelona)
- 2011 El vigilante del fiordo (Andanzas 759, Tusquets, Barcelona)
- 2013 Mariluz y sus extrañas aventuras, tres cuentos infantiles (Demipage, Madrid)
- 2025 Hombre caído (Andanzas 1089 Tusquets, Barcelona)

Ensayos
- 2015 Las letras entornadas (Andanzas 847, Tusquets, Barcelona)
- 2019 Vetas profundas (Marginales 304, Tusquets, Barcelona)
- 2020 Utilidad de las desgracias y otros textos, antología de artículos de prensa (Andanzas 972, Tusquets, Barcelona)

Poesía
- 1981 El librillo, poemas para niños (edición del autor, San Sebastián)
- 1981 Ave sombra. 1977−1980, (Harria liburuak 7, Haranburu Editor, San Sebastián)
- 1993 Bruma y conciencia. 1977−1990 (Poesía vasca hoy 11, Universidad del País Vasco, Leioa)
- 1995 El librillo, poesía infantil (Ajonjolí 4, Hiperión, Madrid)
- 2010 Yo quisiera llover. 1977−2011, antología (Demipage, Madrid)
- 2018 Autorretrato sin mí, prosas poéticas (Marginales 300, Tusquets, Barcelona)
- 2023 Sinfonía corporal, poesía reunida 1977−2005 (Nuevos textos sagrados 323, Tusquets, Barcelona)

Traducciones
- 2006 Arno Schmidt: El brezal de Brand (Maestros del siglo XX 2, Laetoli, Pamplona)
- 2006 Max Frisch: Montauk (Maestros del siglo XX 3, Laetoli, Pamplona)
- 2007 Wolfgang Borchert: Obras completas (Maestros del siglo XX 5, Laetoli, Pamplona)
- 2015 Ernst Haffner: Hermanos de sangre (Biblioteca Breve, Seix Barral, Barcelona)
- 2017 Sacha Batthyany: La matanza de Rechnitz. Historia de mi familia (Biblioteca Breve, Seix Barral, Barcelona)

## Adaptaciones de sus obras literarias
Félix Viscarret adaptó al cine la novela El trompetista del Utopía con el título de Bajo las estrellas (2007). Esta película mereció la Biznaga de Oro en el Festival de Málaga de 2007 y posteriormente dos premios Goya.
La compañía El Espejo Negro, dirigida por Ángel Calvente, adaptó al teatro de títeres la Vida de un piojo llamado Matías (2009). La adaptación ganó el Premio Max al Mejor Espectáculo Infantil.
El canal HBO convirtió la novela Patria en serie televisiva en 2020.
Jaime Chávarri adaptó al cine la novela Ávidas pretensiones con el título La manzana de oro (2022). La película fue estrenada un año después.

## Premios
- 1997 - Premio Ramón Gómez de la Serna por Fuegos con limón
- 2001 - Premio Euskadi de literatura en castellano por la novela Los ojos vacíos[10]
- 2007 - Premio Mario Vargas Llosa NH por el libro de relatos Los peces de la amargura
- 2007 - Premio Dulce Chacón por Los peces de la amargura
- 2008 - Premio Real Academia Española por Los peces de la amargura
- 2011 - Premio Tusquets de Novela por Años lentos
- 2012 - Premio de los libreros de Madrid por Años lentos
- 2014 - Premio Biblioteca Breve por la novela Ávidas pretensiones.[6]
- 2016 - Premio Ramón Rubial por la novela Patria
- 2016 - Premio Francisco Umbral al Libro del Año por Patria
- 2017 - Premio de la Crítica por Patria
- 2017 - Premio del Club Internacional de la Prensa por Patria
- 2017 - Premio Dulce Chacón por Patria
- 2017 - Premio Euskadi de Literatura en castellano por Patria.[11]
- 2017 - Premio Nacional de Narrativa por Patria.[12]
- 2018 - Premio don Quijote de Periodismo por el artículo «Estamos hechos de palabras» en el diario El Mundo.[13]
- 2018 - Premio San Clemente Rosalía-Abanca por Patria
- 2018 - Premio de Novela Benjamín de Tudela por Patria
- 2018 - Premio literario Giuseppe Tomasi di Lampedusa por Patria
- 2018 - Premio Strega Europeo por Patria
- 2018 - Premio per la Cultura Mediterranea por Patria
- 2019 - C de Oro del Club de la Comunicación
- 2019 - Premio Internacional COVITE por Patria
- 2019 - Athens Prize for Literature por Patria
- 2020 - Premio Boccaccio per la sezione narrativa internazionale
- 2021 - Premio Crédit Agricole FriulAdria en colaboración con la Fondazione Pordenonelegge (Pordenone, Italia)
- 2021 - Premio Ictus de la Sociedad Española de Neurología (SEN)
- 2023 - Orbetello Book Prize . Tributo alla carriera dell´autore.
- 2024 - Taobuk Award for Literary Excellence (Taormina, Italia)
- 2024 - Premio "Un año de libros", de El Corte Inglés, en la categoría de ficción narrativa por El niño.

| Predecesor: Rosa Regàs | Premio Biblioteca Breve 2014 | Sucesor: Fernando Marías Amondo |

| Predecesor: José Manuel Caballero Bonald | Premio Francisco Umbral al Libro del Año 2016 | Sucesor: Santos Juliá |

| Predecesor: Cristina Fernández Cubas | Premio de la Crítica de narrativa castellana 2017 | Sucesor: Almudena Grandes |